# Gabriella Wilde

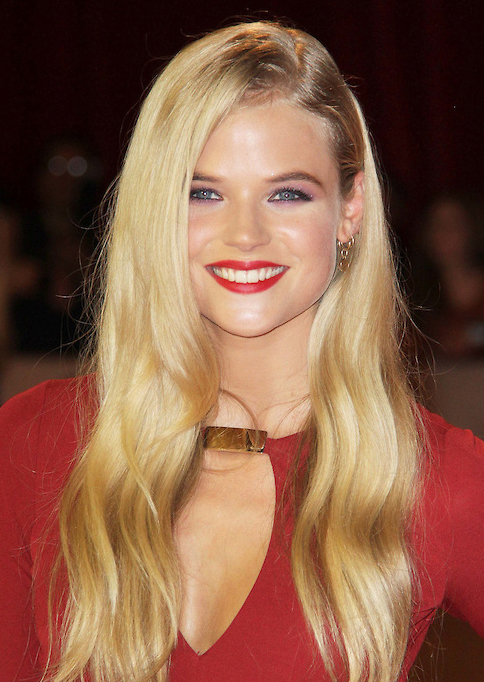
Gabrielle Wilde, 2011

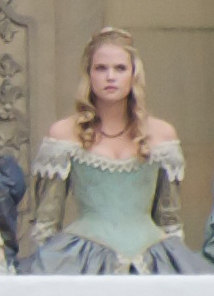
Wilde bei Dreharbeiten für den Film Die drei Musketiere

Gabriella Wilde (* 8. April 1989 in Basingstoke, England; eigentlich: Gabriella Zanna Vanessa Anstruther-Gough-Calthorpe) ist eine britische Schauspielerin und Model.

## Leben

### Kindheit und Jugend
Gabriella wuchs als Tochter des Geschäftsmannes John Anstruther-Gough-Calthorpe und des früheren Models Vanessa Hubbard auf. Sie hat eine jüngere Schwester namens Octavie und fünf Halbgeschwister aus früheren Ehen ihrer Eltern. Sie ging in Winchester und Berkshire zur Schule und widmete sich nach deren Abschluss zunächst ihrer Model-Karriere, die sie schon mit 14 Jahren in der Schulzeit begonnen hatte.

### Arbeit als Model
Bilder von Wilde finden sich in Magazinen wie InStyle, Vogue, Nylon und Cosmopolitan. Sie war das Gesicht von Werbekampagnen von Lacoste, Puma, Burberry und anderen.

### Karriere als Schauspielerin
Gabriella gab ihr Schauspieldebüt 2009 mit einer Rolle in dem Film Die Girls von St. Trinian 2 – Auf Schatzsuche. 2010 hatte sie einen Auftritt in einer Episode der Fernsehserie Doctor Who. 2011 übernahm sie in der Literaturverfilmung Die drei Musketiere die Rolle der Constance und feierte damit ihren internationalen Durchbruch. Wilde bekam im Mai 2012 die Rolle der Sue Snell im 2013 erschienenen Remake zu Carrie – Des Satans jüngste Tochter. 2014 übernahm sie als Jade Butterfield eine größere Rolle im Filmdrama Endless Love. Weiterhin ist sie seit 2016 in der britischen Drama- und Historienserie Poldark in der Rolle der Caroline Penvenen zu sehen.

### Trivia
Gabriella Wilde ging zeitweise in Ascot in die Heathfield boarding school, wurde dort wegen Einschmuggelns von Wodka suspendiert und wechselte die Schule.

## Filmografie (Auswahl)
- 2009: Die Girls von St. Trinian 2 – Auf Schatzsuche (St. Trinian’s 2: The Legend of Fritton’s Gold)
- 2010: Doctor Who (Fernsehserie)
- 2011: Die drei Musketiere (The Three Musketeers)
- 2013: Carrie
- 2014: Endless Love
- 2014: Squatters
- 2016–2019: Poldark (Fernsehserie)
- 2020: Wonder Woman 1984